# Rafetus swinhoei
La tortuga de Swinhoe, tortuga de caparazón blando del Yangtzé o de Shanghái (Rafetus swinhoei) es una especie de tortuga asiática de la familia Trionychidae.

## Descripción
Estas tortugas son de caparazón blando. Pueden pesar hasta 130 kilos, medir casi un metro de largo y vivir más de cien años.

## Estado de conservación
Esta especie se encuentra en gravísimo peligro de extinción. Sólo quedan un macho anciano en cautividad en China, tras la muerte de la última hembra conocida en 2019; y un ejemplar más, cuyo sexo se desconoce, en Vietnam, donde es considerado un animal mítico. 
Grupos conservacionistas pensaban que el animal estaba ya extinto en estado silvestre a causa de la caza furtiva y la pérdida de su hábitat por la deforestación, cuando otro ejemplar fue encontrado en libertad en un lago al oeste de Hanói. Sin embargo, este murió en 2016. 
En enero de 2021 se encontró en el lago Dong Mo en Vietnam una hembra de la especie, la única viva conocida. El 8 de mayo de 2023 esta hembra fue encontrada muerta en el mismo lago.
Sin capacidad de reproducirse, el fatal destino de esta especie parece conducir a la extinción.